# Manganite
La manganite è un minerale.

## Forma in cui si presenta in natura
La manganite, nel sistema monoclino, cristallizza in cristalli prismatici con colore che varia da grigio a nero, ma anche in masse colonnari sfaldabili. Ha durezza 4, lucentezza opaca, quasi submetallica, colore di sfregamento rossiccio e peso specifico di 4,2. La manganite spesso si trova in cavità circondata da rocce ignee acide, dove probabilmente è stata depositata da soluzioni minerali di bassa temperatura.